# Beled
Beled es una ciudad húngara perteneciente al distrito de Kapuvár en el condado de Győr-Moson-Sopron, con una población en 2013 de 2656 habitantes.
Se conoce la existencia de la localidad desde 1230. La localidad original fue destruida por los turcos en 1594, pero fue reconstruida rápidamente como finca en los primeros años del siglo XVII. La calle principal alberga una destacada casa señorial del siglo XIX diseñada por el arquitecto germano-austriaco Ludwig Schöne. Adquirió estatus urbano en 2009.
Se ubica sobre la carretera 86, a medio camino entre Mosonmagyaróvár y Szombathely.